# Crinelle
Une crinelle, parfois appelée fil câblé, est un matériel de pêche. Il s’agit d’un bas de ligne en acier ou en kevlar, utilisé pour capturer les poissons qui risqueraient autrement de sectionner la ligne.